# Mathias Schober
Mathias Schober (* 8. April 1976 in Marl) ist ein ehemaliger deutscher Fußballtorwart.

## Karriere

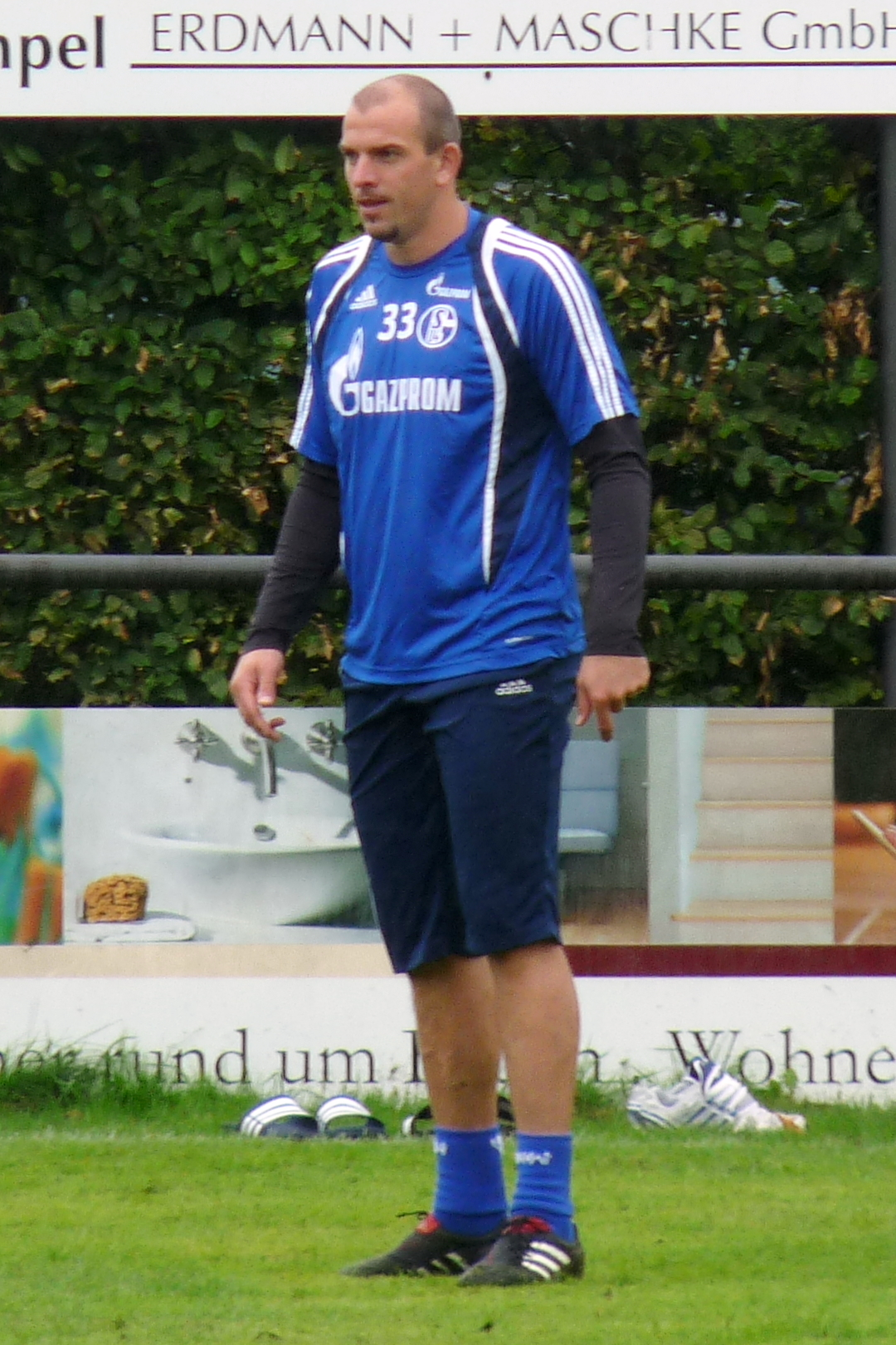
Mathias Schober (2010)

### Jugend
Bevor Mathias Schober 1990 zum FC Schalke 04 wechselte, hatte er bei Germania Lenkerbeck, TuS 05 Sinsen und der SpVg Marl gespielt. Zur Saison 1994/95 schaffte er den Sprung in den Profikader.

### Profi

#### FC Schalke 04
In der Saison 1996/97 absolvierte er sein erstes Bundesligaspiel, als er bei einer 0:2-Heimniederlage gegen den SC Freiburg in der 76. Minute für Jens Lehmann eingewechselt wurde. Am 21. Mai 1997 wurde er mit Schalke UEFA-Cup-Sieger gegen Inter Mailand. 

#### Leihe nach Hamburg
Da er hinter Oliver Reck im Tor des FC Schalke 04 kaum zum Einsatz kam (25 Bundesliga- und drei UEFA-Cup-Einsätze in drei Jahren), wurde er zum 1. September 2000 für den Rest der Saison 2000/01 an den Hamburger SV ausgeliehen, für den er drei Bundesligaspiele absolvierte. Dort nahm Schober am 34. Spieltag der Bundesliga in der Nachspielzeit der Partie gegen den FC Bayern München einen im Nachhinein umstrittenen Rückpass mit der Hand auf; zu diesem Zeitpunkt des letzten Spieltags wäre der FC Schalke 04 Deutscher Meister gewesen. Den darauf folgenden Freistoß aus wenigen Metern Torentfernung verwandelte Patrik Andersson zum 1:1-Endstand. Damit gewann der FC Bayern die Meisterschaft.

#### Hansa Rostock
In der Saison 2001/02 kehrte Schober nicht zum FC Schalke zurück. Stattdessen wechselte er zum FC Hansa Rostock, bei dem er bis zu einer Verletzung in seinem 50. Bundesliga-Spiel am 9. Februar 2002, in deren Folge er für fünf Monate ausfiel, Stammtorwart war. Hatte er im Trikot des FC Schalke noch die Rückennummer 22 und im Trikot des Hamburger SV die 31 getragen, so bekam er in Rostock als Nachfolger des nach Hamburg gewechselten Martin Pieckenhagen die Nummer 1. Seinen ersten Einsatz für den FC Hansa absolvierte Schober bei der Eröffnung des neuen Ostseestadions gegen Bayer 04 Leverkusen. 
In den ersten vier Jahren beim FC Hansa absolvierte er 123 Bundesliga-Spiele und acht Einsätze im DFB-Pokal; in der Saison 2004/05 war Schober Mannschaftskapitän. Nach Hansas Abstieg in die zweite Bundesliga 2005 absolvierte er dort 68 Ligaspiele, mit denen er Anteil am Wiederaufstieg 2007 hatte, und vier Einsätze im Pokal. Im April 2007 informierte Schober den Verein, dass er seinen zum Saisonende auslaufenden Vertrag nicht verlängern wird.

#### Rückkehr zum FC Schalke 04
Zur Saison 2007/08 kehrte er zum FC Schalke 04 zurück, bei dem er einen Vierjahresvertrag erhielt. Hier kam er als zweiter Mann hinter Manuel Neuer zu lediglich vier Ligaeinsätzen. In der Saison 2010/11 gewann er mit seinem Team den DFB-Pokal. Nachdem er jahrelang die Nummer zwei hinter Neuer war, wurde nach dessen Wechsel zum FC Bayern München mit Ralf Fährmann eine neue Nummer eins verpflichtet. Gleichzeitig verlor Schober seinen Platz auf der Ersatzbank an die bisherige Nummer drei Lars Unnerstall. Zusätzlich wurde der ehemalige Nationaltorhüter Timo Hildebrand verpflichtet, sodass Schober nur noch Torwart Nummer vier war. Als neben Fährmann und Unnerstall sich auch noch Hildebrand im Europa-League-Viertelfinale gegen Athletic Bilbao verletzt hatte, musste der 36-jährige Schober einspringen. Es war sein erstes Pflichtspiel seit drei Jahren. Sein letztes Spiel für Schalke absolvierte er am 33. Spieltag der Saison 2011/2012 beim 4:0-Sieg gegen Hertha BSC, als er in der 90. Minute für Unnerstall eingewechselt wurde. Nach dem Spiel wurde er zusammen mit Spielern wie Raúl und Hans Sarpei im Rahmen einer großen Zeremonie verabschiedet. Mit ihm beendete der Letzte der „Eurofighter“ seine Laufbahn als Spieler.

## Nach der aktiven Karriere
Im Anschluss an seine letzte Saison als Profi trat er für zwei Spielzeiten als Torwarttrainer der zweiten Mannschaft in Erscheinung und wechselte in die Funktion des sportlichen Leiters im Bereich von der U9- bis zur U15-Nachwuchsmannschaft. Im März 2024 trennte sich der FC Schalke 04 von Schober mit sofortiger Wirkung.

## Privates
Mathias Schober ist verheiratet und hat zwei Kinder.

## Erfolge
- UEFA-Pokalsieger 1997 mit Schalke 04
- Aufstieg in die Bundesliga mit Hansa Rostock 2007
- DFB-Pokalsieger 2011 mit Schalke 04